# 雷電V
『雷電V』（らいでんファイブ）はMOSSより2016年2月25日に発売されたXbox One用ゲームソフト。

## 概要
MOSSの縦スクロール型シューティングゲーム『雷電シリーズ』の一作。ナンバリングタイトルとしては2007年に発売された『雷電IV』以来であり、移植・オムニバスを除けばシリーズ初の家庭用オリジナルタイトルとなる。
全8ステージ。攻撃方法はショット＋ボムで、ショットとボムそれぞれにアイテムが存在し、ショットアイテムを取得するとショットのパワーアップやショット方式の切り替えが行え、ボムアイテムを取得すると、ボムの個数がストックされていくなど、従来のシリーズの特徴をそのまま引き継いでいる。
本作ではシリーズ初となる「ライフ制」が導入された。被弾してもミスとはならず、ウェポンのパワーを維持したままプレイ続行が可能となっている。ゲーム開始時に自機セレクトができるのも、ナンバリングタイトルとしては初の仕様であり、タイプの違う3種類の機体から選択可能となっている。
また、ステージ分岐やストーリーモードが存在するのも特徴であり、ストーリーモードのキャラクターデザインには、イラストレーターのことぶきつかさを起用している。
そして、Xbox Oneならではの機能として、「チアーシステム」が存在する。これはXboxのクラウド技術を利用し、同じ時間に当ゲームを遊んでいる他のプレイヤーに「チアー」を送れるシステムで、送った側と送られた側双方のゲージがたまり、そのゲージを消費することにより強力な攻撃が行えるというものである。

## 雷電V Director's Cut
本作は、上記「雷電V」に、ローカル環境での2人同時プレイやミッションステージなど新規の要素を加えてPS4に移植したものである。また、ストーリーモードのキャラクタに、日本語のボイスが追加された。

## ゲームシステム
ゲームを開始前に3種の機体、それぞれ3種類あるバルカン系、レーザー系、プラズマ系の各メインウェポンから1つを選びスタートする。

### 機体
FT-00004A Azuma
攻撃力、シールド量、機動性のバランスがとれている機体で、サブウェポンはHoming Rocket。
FT-00002C Sprit of Dragon
攻撃力、シールド量は高いが、機動性は低くなっている機体で、サブウェポンはAwl Missile。
FT-00003B Moulin Rouge
攻撃力、シールド量は低いが、機動性が高い機体で、サブウェポンはChase Laser。

### メインウェポン
バルカン系
V-001 Wide Vulcan
従来のシリーズのバルカンとほぼ同じ性能。
V-002 Swing Vulcan
自機の左右移動に対してバルカンが左右に振れる。
V-003 Moving Vulcan
自機の上下移動に対してバルカンの拡散範囲が変わる。
レーザー系
L-001 Lightning Laser
従来のシリーズのレーザーとほぼ同じ性能。
L-002 Charge Laser
溜める事によって威力と攻撃範囲が増大するレーザー。
L-003 Reflect Laser
結晶体に自機のレーザーを当てる事で広範囲に拡散する。
プラズマ系
P-001 Bend Plasma
従来のシリーズのプラズマレーザーとほぼ同じ性能。
P-002 Catch Plasma
敵機を攻撃するとその敵に対して補足し続けるプラズマレーザー。
P-003 Homing Plasma
敵機を誘導するプラズマレーザー。

### ステージ
| 場所                       | ボス                         | 音楽 |
| -------------------------- | ---------------------------- | ---- |
| ニューヨーク州マンハッタン | Platon                       |      |
| クリスタルマイン、中東     | Great Horn                   |      |
| ポートミシェル、フランス   | Kraken                       |      |
| ミッション1：海            |                              |      |
| LHC施設、フランス          | Spice Birds                  |      |
| バルバロッサ海賊船         | Blow of Hornet               |      |
| SHIFT武器施設              | Messiah                      |      |
| ミッション2：スカイ        |                              |      |
| エスページ宇宙センター     | Angel                        |      |
| クラナシアン感染した惑星   | Humpty Dumpty Divine Rampart |      |

### キャラクター
| 名前                                    | 英語CV（インターナショナル版） | 日本語CV（アジア版） | 国際版 （字幕） | アジア版 （字幕） |
| --------------------------------------- | ------------------------------ | -------------------- | --- | --- |
| リチャード・マクスウェル (通称マックス) | ザンダー・モバス               | 山本兼平             | 英語 (アメリカ) 英語 (英国) フランス語 イタリア語 ドイツ語 スペイン語 (スペイン) スペイン語 (ラテンアメリカ) ポルトガル語 (ポルトガル) ポルトガル語 (ブラジル) オランダ語 ロシア語 中国語（簡体字） 中国語（繁体） アラビア語 日本語 | 日本語 韓国語 英語（シンガポール） マレー語（シンガポール） 英語 (フィリピン) フィリピン語 英語（マレーシア） マレー語（マレーシア） インドネシア語 タイ語 |
| エシリア・ポートマン                    | 星埜李奈                       | 今村彩夏             | 英語 (アメリカ) 英語 (英国) フランス語 イタリア語 ドイツ語 スペイン語 (スペイン) スペイン語 (ラテンアメリカ) ポルトガル語 (ポルトガル) ポルトガル語 (ブラジル) オランダ語 ロシア語 中国語（簡体字） 中国語（繁体） アラビア語 日本語 | 日本語 韓国語 英語（シンガポール） マレー語（シンガポール） 英語 (フィリピン) フィリピン語 英語（マレーシア） マレー語（マレーシア） インドネシア語 タイ語 |
| ヘルガ・リントヴルム                    | ローラ・ポスト                 | 天野真美             | 英語 (アメリカ) 英語 (英国) フランス語 イタリア語 ドイツ語 スペイン語 (スペイン) スペイン語 (ラテンアメリカ) ポルトガル語 (ポルトガル) ポルトガル語 (ブラジル) オランダ語 ロシア語 中国語（簡体字） 中国語（繁体） アラビア語 日本語 | 日本語 韓国語 英語（シンガポール） マレー語（シンガポール） 英語 (フィリピン) フィリピン語 英語（マレーシア） マレー語（マレーシア） インドネシア語 タイ語 |
| ヴァルヴァロッサ・ホークアイ            | サラアン・ウィリアムズ         | 衣川里佳             | 英語 (アメリカ) 英語 (英国) フランス語 イタリア語 ドイツ語 スペイン語 (スペイン) スペイン語 (ラテンアメリカ) ポルトガル語 (ポルトガル) ポルトガル語 (ブラジル) オランダ語 ロシア語 中国語（簡体字） 中国語（繁体） アラビア語 日本語 | 日本語 韓国語 英語（シンガポール） マレー語（シンガポール） 英語 (フィリピン) フィリピン語 英語（マレーシア） マレー語（マレーシア） インドネシア語 タイ語 |
| ウォルター・E・キャンベル               | エリック・スコット・キメラー   | 井上健一             | 英語 (アメリカ) 英語 (英国) フランス語 イタリア語 ドイツ語 スペイン語 (スペイン) スペイン語 (ラテンアメリカ) ポルトガル語 (ポルトガル) ポルトガル語 (ブラジル) オランダ語 ロシア語 中国語（簡体字） 中国語（繁体） アラビア語 日本語 | 日本語 韓国語 英語（シンガポール） マレー語（シンガポール） 英語 (フィリピン) フィリピン語 英語（マレーシア） マレー語（マレーシア） インドネシア語 タイ語 |